# مون رویال، کبک

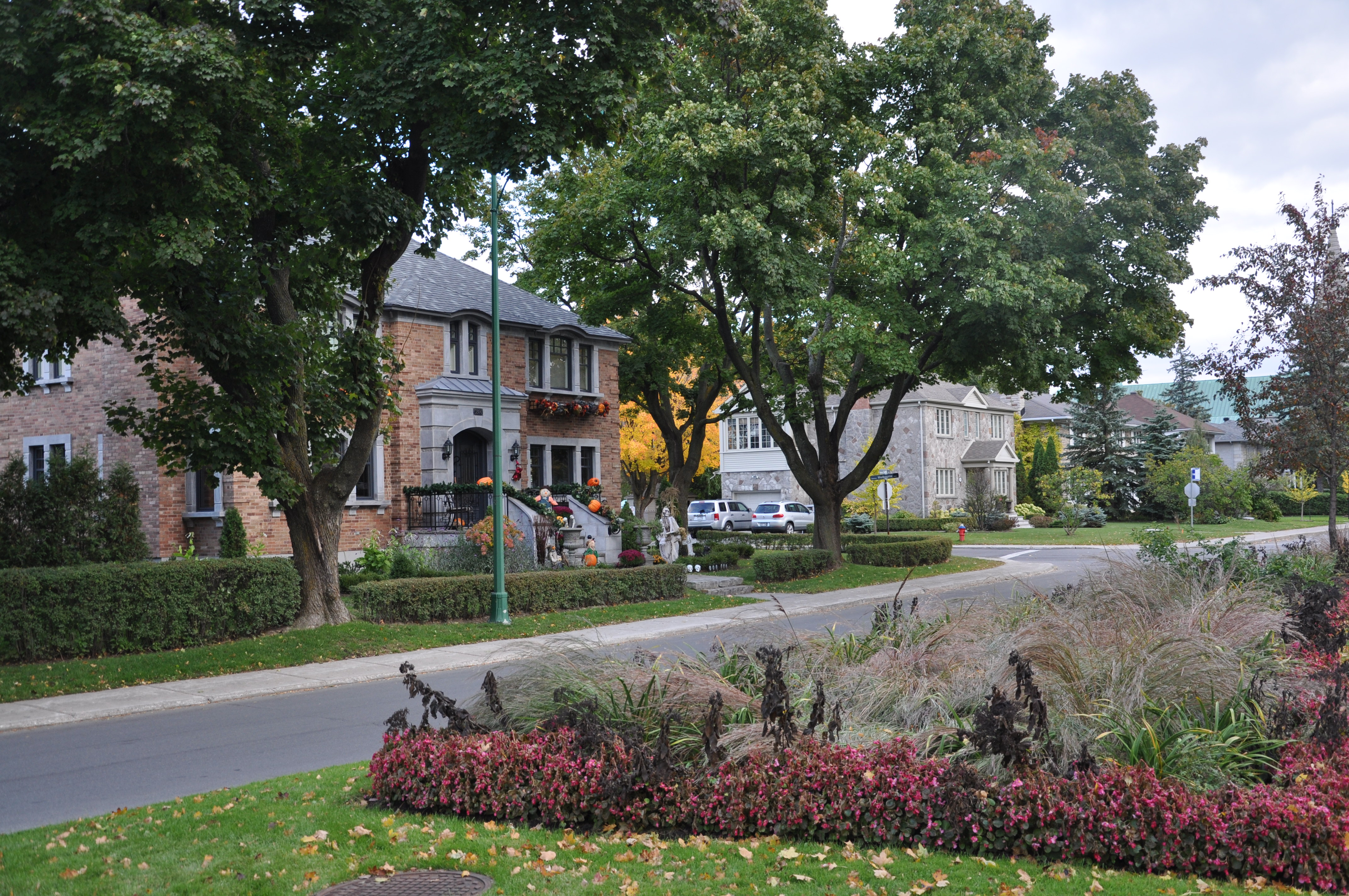
نمایی از شهرک مون رُوایال در ناحیه مونترئال، کانادا - ۲۰۱۲

مون رُوایال (به فرانسوی: Mount Royal) شهرکی در ناحیه مونترئال در استان کبک کانادا است. در سرشماری سال ۲۰۱۱ این شهرک ۱۹٬۳۶۱ نفر جمعیت داشته‌است و مساحت آن ۷٫۴۳ کیلومتر مربع است.